# Pyramid Hill
Ne doit pas être confondu avec Pyramid Hills.
Pyramid Hill est une ville du comté de Loddon dans l'État de Victoria en Australie, au Nord-Ouest de Melbourne.
Sa population était de 419 habitants en 2011.